# Clivina collaris
Clivina collaris (лат.) — вид жужелиц из подсемейства Scaritinae. Голарктика.

## Описание
Жуки мелких размеров, длина которых 5—5,5 мм. Тело стебельчатое, с перетяжкой между грудью и брюшком. Верхняя поверхность от красноватой до темно-красновато-коричневой, с диском переднеспинки заметно темнее диска надкрылий и надкрылий с темным пришовным пятном на вершинной половине у большинства экземпляров. Переднеспинка без продольных борозд, с боковым валиком, достигающим базального края; надкрылья с 4 щетинками на 3-м интервале; 4-й стернит брюшка с микроскульптурой между щетинками, кроме заднего края; последний стернит брюшка с выпуклой микроскульптурой; средние голени с длинным заостренным предвершинным выступом, их щетинка расположена латерально. Имаго встречаются на возделываемых полях, в садах и на пустырях, а также в гравийных карьерах. Этот вид ведёт ночной образ жизни, может летать и описывается как медленный бегун и сильный копатель. Исходный ареал включает Палеарктику (Европа, Азия). В последние годы отмечается в Северной Америке (Канада, США). Днём укрывается в норах, вырытых в земле (чаще всего глубиной 10 см) или под деревьями. Сезонность: март-сентябрь. Хищники: жабы. Защитный механизм: встревоженный взрослый жук может медленно выпускать выделения из пигидиальных желез на расстоянии, меньшем длины его тела.